# مايكل باور (كرة سلة)
مايكل باور (بالإنجليزية: Michael Bauer)‏ مواليد 14 أغسطس 1980 في هاستينغز، هو لاعب كرة سلة أمريكي سابق. بدأ مسيرته الاحترافية في سنة 2004. يبلغ طوله 6 قدم 8 بوصة (2.0 م). اعتزل اللعب في 2010.

## المسيرة الاحترافية
لعب مع سكايلاينرز فرانكفورت في الدوري الألماني في سنة 2007، ثم لعب مع نانسي باسكت في الدوري الفرنسي في موسم 2007–2008، ثم لعب مع نادي أوستند لكرة السلة في موسم 2008–2009.

## روابط خارجية
- مايكل باور على موقع الدوري الأوروبي لكرة السلة (الإنجليزية)
- مايكل باور على موقع كرة السلة الأوروبية.كوم (الإنجليزية)
- مايكل باور على موقع كلية كرة السلة في سبورتس رفرنس.كوم (الإنجليزية)
- مايكل باور على موقع ريلجم (الإنجليزية)
- مايكل باور على موقع بروبوليرز (الإنجليزية)
- مايكل باور على موقع سبورتس رفرنس (الإنجليزية)